# Partido di General Arenales
Il partido di General Arenales è un dipartimento (partido) dell'Argentina facente parte della Provincia di Buenos Aires. Il capoluogo è General Arenales.

## Toponimia
Il partido, così come il suo capoluogo, sono intitolati al generale Juan Antonio Álvarez de Arenales, un militare argentino distintosi nelle guerre d'indipendenza ispanoamericane.